# Coronatoegangsbewijs (Nederland)

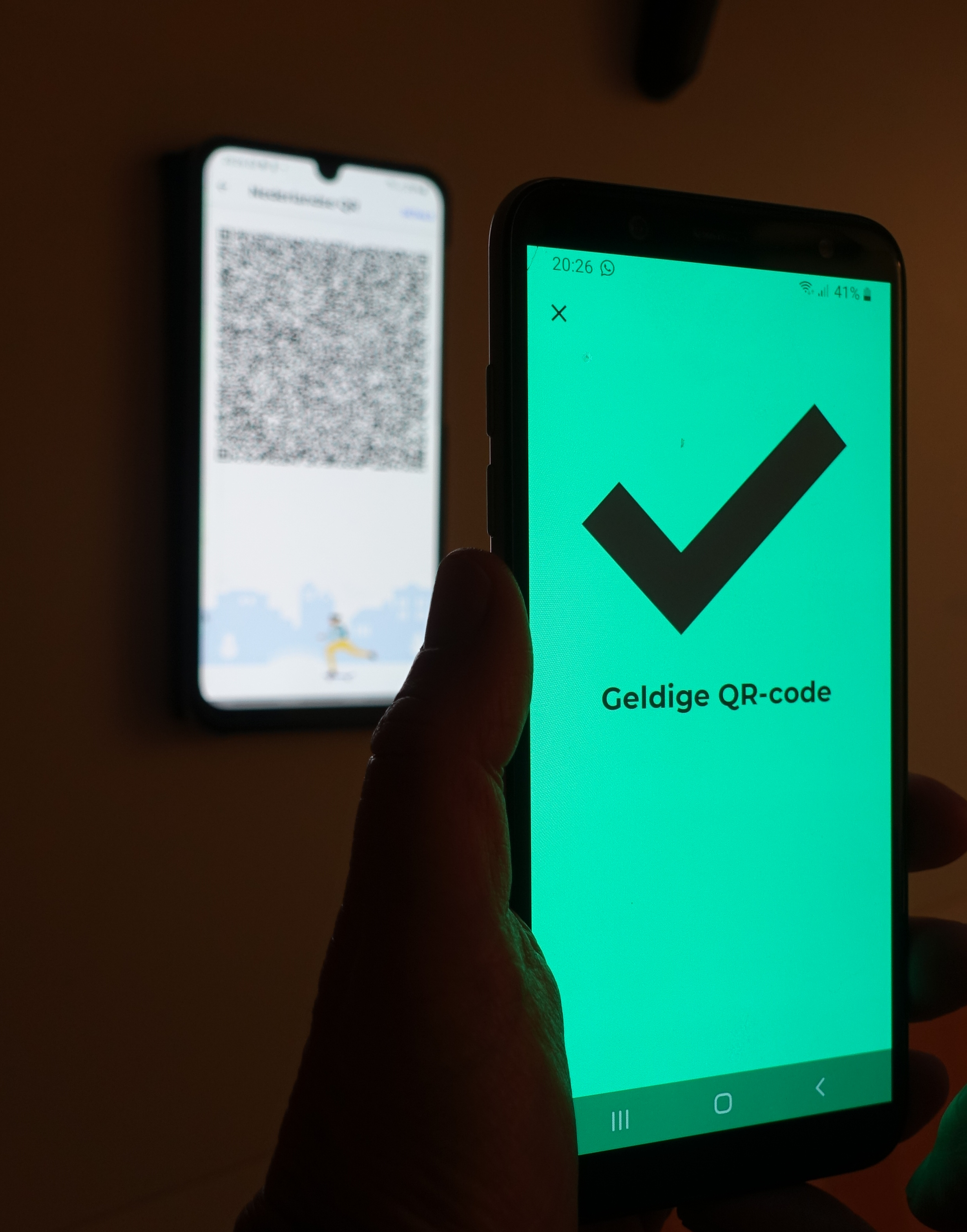
Demonstratie coronatoegangsbewijs met geldige QR code

Het Nederlandse coronatoegangsbewijs, afgekort het CTB genoemd, was een bewijs in de vorm van een QR-code dat de houder volledig gevaccineerd is, hersteld is van een besmetting, of recent negatief getest is op het coronavirus. Het was de Nederlandse variant van een door de landelijke overheid ingesteld officieel certificaat. De Nederlandse overheid gebruikte het bewijs om in bepaalde perioden gedurende de coronapandemie toegang te geven tot bepaalde evenementen of activiteiten in Nederland. Het coronatoegangsbewijs was een tijdelijke maatregel die door de rijksoverheid als een belangrijk onderdeel werd gezien om het aantal besmettingen tijdens de coronapandemie beperkter te houden.
De vorm van dit bewijs was verschillend. Zo was er de CoronaCheck-app voor smartphones, die een QR-code genereerde die door een ander apparaat met de Corona Check Scanner app gecontroleerd werd. De QR-code en de controle waren datum- en tijdafhankelijk. Er kon echter ook een daarvoor bestemde QR-code op papier worden getoond. De controle daarvan is niet datum- en tijdafhankelijk. Als een groen vinkje verschijnt kan toegang worden verleend.
Een coronatoegangsbewijs was alleen geldig samen met een officieel identiteitsbewijs.
Bij volledig gevaccineerde personen blijft een groen vinkje verschijnen, ook als ze alsnog positief getest zijn. Begin november 2021 werd bijna vijftig procent van de positieve testen afgenomen bij volledig gevaccineerde personen. Zij kunnen dan anderen alsnog besmetten.
Het bewijs werd voor het eerst in de zomer van 2021 ingevoerd, maar werd op meer plekken verplicht vanaf 25 september 2021. Vanaf 6 november 2021 werd de verplichtstelling uitgebreid. Sinds eind februari 2022 is in Nederland een coronatoegangsbewijs niet meer nodig.

## Geldigheid
Er zijn drie manieren waarop een coronatoegangsbewijs geldig is:
- Iemand is volledig gevaccineerd tegen SARS-CoV-2, de veroorzaker van de ziekte COVID-19 (corona). In de praktijk betekent dit dat iemand 14 dagen na de laatste prik volledig is beschermd of na 28 dagen bij het Janssenvaccin.
- Iemand is hersteld van een bewezen coronavirus-infectie en heeft een positieve coronatest van minimaal 11 en maximaal 365 dagen geleden (Nederlands herstelbewijs) of 180 dagen geleden (Internationaal herstelbewijs).
- Iemand is uiterlijk 24 uur voor de aanvang van de activiteit negatief getest op het coronavirus.

Voor niet-Nederlanders met een Europees coronacertificaat (DCC) gelden dezelfde regels. Zij kunnen hun eigen app of papieren QR-code gebruiken.

## Procedure
Na vaccinatie, na herstel van een besmetting (mits gemeld bij de GGD) of na een negatieve test kan een persoon de CoronaCheck-app (na installatie op een smartphone) in werking stellen met behulp van de eigen DigiD.
Bij de ingang van het evenement of de activiteit kan de persoon de app opstarten. Een QR-code verschijnt dan op het scherm. Deze wordt uitgelezen met een andere app, de CoronaCheck Scanner. Als de persoon voldoet aan de voorwaarden van geldigheid verschijnt op de scanner een groen scherm, met enkele gegevens van de persoon, zoals diens initialen en geboortemaand. Met behulp van een identiteitsbewijs kan dan gecontroleerd worden of de gegevens overeenkomen met de persoon zelf. Als dit allemaal in orde blijkt, krijgt de persoon toegang. Het is met de CoronaCheck-app niet mogelijk de "internationale" QR Code te scannen van Nederlanders. De internationale QR Code van andere inwoners van de EU is wel te scannen.

## Geschiedenis
In de zomer van 2021 voerde de Europese Unie een digitaal Europees COVID-certifcaat in: het EU Digital COVID Certificate (EUDCC of DCC). Dit is een papieren of digitaal bewijs in de vorm van een QR-code dat bewijst dat iemand is gevaccineerd tegen, hersteld is van of negatief is getest op COVID-19. In Nederland werd dit certificaat vanaf 1 juli 2021 ondersteund, maar vooral voor het makkelijk kunnen reizen tussen EU-lidstaten. Op 26 juni 2021 mochten festivals en clubs weer open na 15 maanden gesloten te zijn, mits bezoekers een QR-code konden tonen in een app of op papier. Door een plotselinge stijging in het aantal besmettingen werd dit echter snel weer teruggedraaid.
Op 13 augustus 2021 kondigde het demissionair kabinet aan dat het de intentie had om op 20 september de corona-maatregelen te versoepelen, en om dan ook weer om toegangsbewijzen te gaan vragen bij evenementen en activiteiten. Op 12 september werd bekend dat het kabinet het aantal plekken waar een toegangsbewijs moest worden getoond wilde uitbreiden naar horeca, bioscopen en theaters. Een dag later werd duidelijk dat een meerderheid in de Tweede Kamer dat plan ook steunde.
Op 14 september werd vervolgens de verruiming aangekondigd van de plekken waar het toegangsbewijs moet worden getoond. Dat gebeurde tijdens een persconferentie met demissionair minister-president Mark Rutte en Hugo de Jonge. Rutte benadrukte dat het toegangsbewijs een tijdelijk karakter zou moeten hebben: het was volgens hem "niet onze ambitie dat het woord 'coronatoegangsbewijs' ook een eigen pagina op Wikipedia gaat krijgen". Rond 1 november zou er een besluit worden genomen over het al dan niet langer inzetten van het toegangsbewijs. Het gebruik van het toegangsbewijs was een voorwaarde volgens het Outbreak Management Team (OMT) om de 1,5 meter afstand los te kunnen laten in Nederland.
Vanaf 8 februari 2022 kreeg het toegangsbewijs een beperkte geldigheid; in overeenstemming met Europese regels was uiterlijk 270 dagen na vaccinatie met de basisserie een herhaalprik nodig. Vanaf 25 februari 2022 wordt het coronatoegangsbewijs niet meer gebruikt.
Op 29 april 2022 kondigde het kabinet aan het toegangsbewijs uit de tijdelijke wet te halen. Per 1 juni zou het toegangsbewijs dan niet meer ingezet kunnen worden.

## Beperkte effectiviteit
Uit het onderzoek van de TU Delft in samenwerking met het Erasmus MC en UMC Utrecht blijkt dat de effectiviteit van het Coronatoegangsbewijs beperkt is. In een optimaal scenario voor januari 2022 blijft de reductie van het reproductiegetal onder zowel 2G (gevaccineerd of genezen) als 3G (gevaccineerd, genezen of getest) beperkt tot slechts 9,8% en 5,4% respectievelijk. In dit optimale scenario is bovendien uitgegaan dat het CTB overal behalve op school, thuis en werk wordt ingevoerd en dat het CTB het gedrag van ongevaccineerden in grote mate zal beïnvloeden. In de praktijk is dit echter niet het geval, en zal de effectiviteit nog lager uitvallen dan in dit optimale scenario.

## Verzet en kritiek
Rondom de invoering, en de aanloop daarnaartoe, was er verdeeldheid over de invoering van het bewijs. Een onderzoek van actualiteitenprogramma EenVandaag onder bijna 13.000 mensen liet zien dat bijna driekwart (73%) van volledig gevaccineerde respondenten vóór een bewijs zou zijn. Bij ongevaccineerde respondenten was die steun juist bijna niet aanwezig (3%). Een online petitie tegen het bewijs werd binnen een week ruim een kwart miljoen keer ondertekend. Ook was er kritiek van belangenorganisaties en overheden op de haalbaarheid van de plannen. Koninklijke Horeca Nederland betoogde dat de horeca het al moeilijk had, en dat door het toegangsbewijs de sector het nog moeilijker zou krijgen. Burgemeester Halsema van Amsterdam zei tijdens een raadsvergadering op 15 september dat er alleen "bij excessen" handhaving zou plaatsvinden. De GGD meldde na aankondiging van de plannen voor het toegangsbewijs bijna een verdubbeling van het aantal afspraken voor vaccinaties.
Op 16 september keurde een meerderheid van de Tweede Kamer de invoering goed. Bij een hoofdelijke stemming stemden 70 Kamerleden voor en 58 tegen. Wel werd er een uitzondering toegevoegd waardoor het bewijs niet hoeft te worden getoond op terrassen in de buitenlucht.
In Utrecht ontstond spanning rond het veganistische restaurant Waku Waku, dat aankondigde geen controles uit te gaan voeren, en daarom op last van burgemeester Dijksma werd gesloten.Klanten van het restaurant en / of tegenstanders van de coronapas verzamelden zich enkele avonden voor de deur, zodat ook naburige eettenten geen klanten konden ontvangen. Daarop werden de demonstranten verwezen naar een andere plek.
In Amsterdam was de maandelijkse demonstratie tegen het coronabeleid op 3 oktober 2021 gewijd aan de coronapas. Zo'n 25.000 demonstranten liepen vreedzaam door de binnenstad. Tezelfdertijd ontspon zich op Facebook een relletje rond de Achterhoekse zanger Bennie Jolink, die voorstelde om de weigeraars van de coronaprik voortaan de afkorting AAW'er (voor Asociale Achterlijke Wappie) mee te geven. Prompt werd op zijn standbeeld in Hummelo tape over de mond geplakt.

### Bezwaar tegen 3G en 2G
Al gauw na de invoering van het 3G-beleid ontstond er discussie over de schijnveiligheid van dit beleid. Het bleek namelijk dat ook gevaccineerden het virus wel bij zich droegen (onderzoeksuitkomsten over in welke mate wisselen sterk, maar bevestigen dit allemaal). De app beschermt daardoor niet de ongevaccineerden die zich wel laten testen voor toegang en het kan tevens tot ziekte leiden bij gevaccineerden door de afnemende vaccineffectiviteit. Marcel Levi liet zich hier ook kritisch over uit en waarschuwde voor problemen die kunnen ontstaan door zowel 3G als 2G (alleen gevaccineerd of genezen).

### Petitie 'Onverdeeld open'
In februari 2022 haalde een petitie voor de afschaffing van het coronatoegangsbewijs in korte tijd meer dan 850.000 handtekeningen. De petitie 'Onverdeeld open' was een initiatief van oud-minister Mona Keijzer, immunologe Jona Walk en hoogleraar Ronald Meester. De initiatiefnemers stelden dat 'een samenleving waarin groepen alleen deel mogen nemen met een pas niet wenselijk is. Dit zware middel schendt grondrechten en is slechts zeer beperkt effectief'. Onder de ondertekenaars waren vijftig lokale bestuurders en leden van ChristenUnie en CDA.

## Juridische verwikkelingen
De invoering van het coronatoegangsbewijs leidde tot een aantal juridische vragen en rechtszaken. Op bestuurlijk niveau bestond verschil van mening over de vraag hoe handhaving moest plaatsvinden.
Op 22 september 2021 maakten het kabinet en het Veiligheidsberaad afspraken over de naleving van de toegangsmaatregelen voor de horeca:
- De primaire verantwoordelijkheid zou berusten bij de bezoekers en de ondernemers.
- De lokale driehoek zou zich primair concentreren op de in haar ogen meest riskante locaties.
- Bij herhaalde of opzettelijke niet-naleving van de controleplicht door de ondernemer zou tot daadwerkelijk ingrijpen over worden gegaan. Dit kon de vorm aannemen van een waarschuwing, een last onder dwangsom of sluiting.
- Het kabinet stelde € 45 miljoen beschikbaar aan de gemeenten voor de inzet van beveiligers.[29]

Bij bezoek van uitsluitend een terras was geen coronatoegangsbewijs vereist, bij het bezoeken van het bij dat terras behorende toilet echter wel.
Een aantal horecaondernemingen kondigde aan niet te zullen meewerken aan het controleren van coronatoegangsbewijzen. Een Utrechts restaurant werd op deze grond door de gemeente gesloten. Dit leidde tot een rechtszaak, die op 30 september door de ondernemer werd verloren.
In een kort geding over maatregelen voor ongeplaceerde binnen-evenementen wees de voorzieningenrechter op 1 oktober 2021 de vorderingen van een aantal ondernemingen in de evenementenbranche af: de maatregelen werden niet opgeheven.
In een ander kort geding oordeelde de voorzieningenrechter op 6 oktober 2021 dat de regeling met betrekking tot het coronatoegangsbewijs geen wettelijke grondslag ontbeerde en niet in strijd was met het discriminatieverbod. Het Gerechtshof Den Haag bevestigde bij arrest van 15 februari 2022 de uitspraak van de Voorzieningenrechter.
Medio oktober 2021 bleek uit een onderzoek in opdracht van de NOS dat bij een derde van de onderzochte horecabezoeken de coronacheck niet plaatsvond. Het aantal aan horecagelegenheden gegeven waarschuwingen was beperkt; het gebruik van polsbandjes werd als positief ervaren.

## Handhaving en fraude
De identiteit van de houder van het coronatoegangsbewijs moet vastgesteld worden aan de hand van een officieel identiteitsbewijs. Een alternatieve controle, bijvoorbeeld door naar de eerste initiaal van de voornamen en/of van de achternaam of geboortedag te vragen voldoet niet. Immers, als je ze kent (en die er op een papieren bewijs gewoon naast geprint zijn) kunnen ook anderen met de QR-code binnenkomen.
Dit soort onjuiste controles kwam van juni 2021 tot november 2021 regelmatig voor.
Daardoor ontstond ook een handel in screenshots van papieren bewijzen en bijbehorende voorletters en verjaardagen.
Het ministerie heeft begin november 2021 wijzigingen in de CoronaCheck Scanner doorgevoerd die duidelijker moeten maken dat die controle écht moet plaatsvinden.